# Dino Liviero
Dino Liviero (né le 30 mai 1938 à Castelfranco Veneto en Vénétie et mort le 6 mai 1970 à Vedelago dans la même région) est un coureur cycliste italien. Professionnel de 1959 à 1964, il a notamment remporté la première étape du Tour d'Italie 1962 et porté le maillot rose pendant une journée.

## Palmarès

### Palmarès amateur
- 1958
  - La Popolarissima
  - Trofeo Banca Popolare di Vicenza
  - Coppa Città di San Daniele
  - 2e de Vicence-Bionde
  - 2e de la Coppa Sabatini

### Palmarès professionnel
- 1960
  - 1rea étape de Rome-Naples-Rome
  - Tour de Campanie
- 1961
  - 3e du Grand Prix Cemab à Mirandola
  - 6e de Milan-San Remo
- 1962
  - Grand Prix Cemab à Mirandola
  - 1re étape du Tour d'Italie
  - 3e du Tour de Toscane
  - 3e de Gênes-Nice

## Résultats sur les grands tours

### Tour d'Italie
5 participations
- 1960 : 74e
- 1961 : abandon
- 1962 : abandon (3e étape), vainqueur de la 1re étape,  maillot rose pendant un jour
- 1963 : abandon
- 1964 : 84e